# Haplogroupe K
 (mars 2023).
Si vous disposez d'ouvrages ou d'articles de référence ou si vous connaissez des sites web de qualité traitant du thème abordé ici, merci de compléter l'article en donnant les références utiles à sa vérifiabilité et en les liant à la section « Notes et références ».
En génétique humaine, l’haplogroupe K (M9) est un haplogroupe du chromosome Y. Il est le descendant de l'haplogroupe F et le parent des haplogroupes L, M, NO, N, O, P, Q, R, S et T.
Ses variantes, les haplogroupes K1, K2, K3 et K4 sont présentes à une faible fréquence dans les populations en Asie du sud, archipel malais, Océanie et Australie. Cet haplogroupe serait apparu en Iran ou en Asie centrale il y a environ 50 000 ans.